# Планиця
Планиця (словен. Planica) — район словенського села Ратеч, а також долини, що тягнеться від Ратеч в південному напрямку, недалеко від знаменитого гірськолижного курорту Кранська-Гора. На півдні долини розташоване селище Тамар, часто використовується як вихідний пункт для походів по національному парку «Триглав».
Планиця відома своїми численними трамплінами для лижних стрибків і тому нерідко іменується «долиною трамплінів». Перший трамплін був побудований в 1930 році на горі Понца. У 1934 році Станко Блоудек спорудив ще більший трамплін, так звану Блоудкову Веліканку (Bloudkova Velikanka). Перший стрибок далі ніж на 100 м був здійснений в 1936 році австрійцем Зеппом Брадлі. У 1969 братами Ладо і Янезом Горешко була побудована «Летальніца» (Letalnica), другий по величині лижний трамплін у світі. У Планіція щорічно проходять змагання зі стрибків з трампліну.